# Pizzo Carbonara
Il Pizzo Carbonara (1.979 m s.l.m.) è la montagna più alta delle Madonie ed è la seconda della Sicilia dopo l'Etna (3.357 m); è posta alla base di un altopiano carsico comprendente il Pizzo Antenna Grande o della Principessa (1.977 m) ed il Pizzo Palermo (1.964 m).

## Descrizione

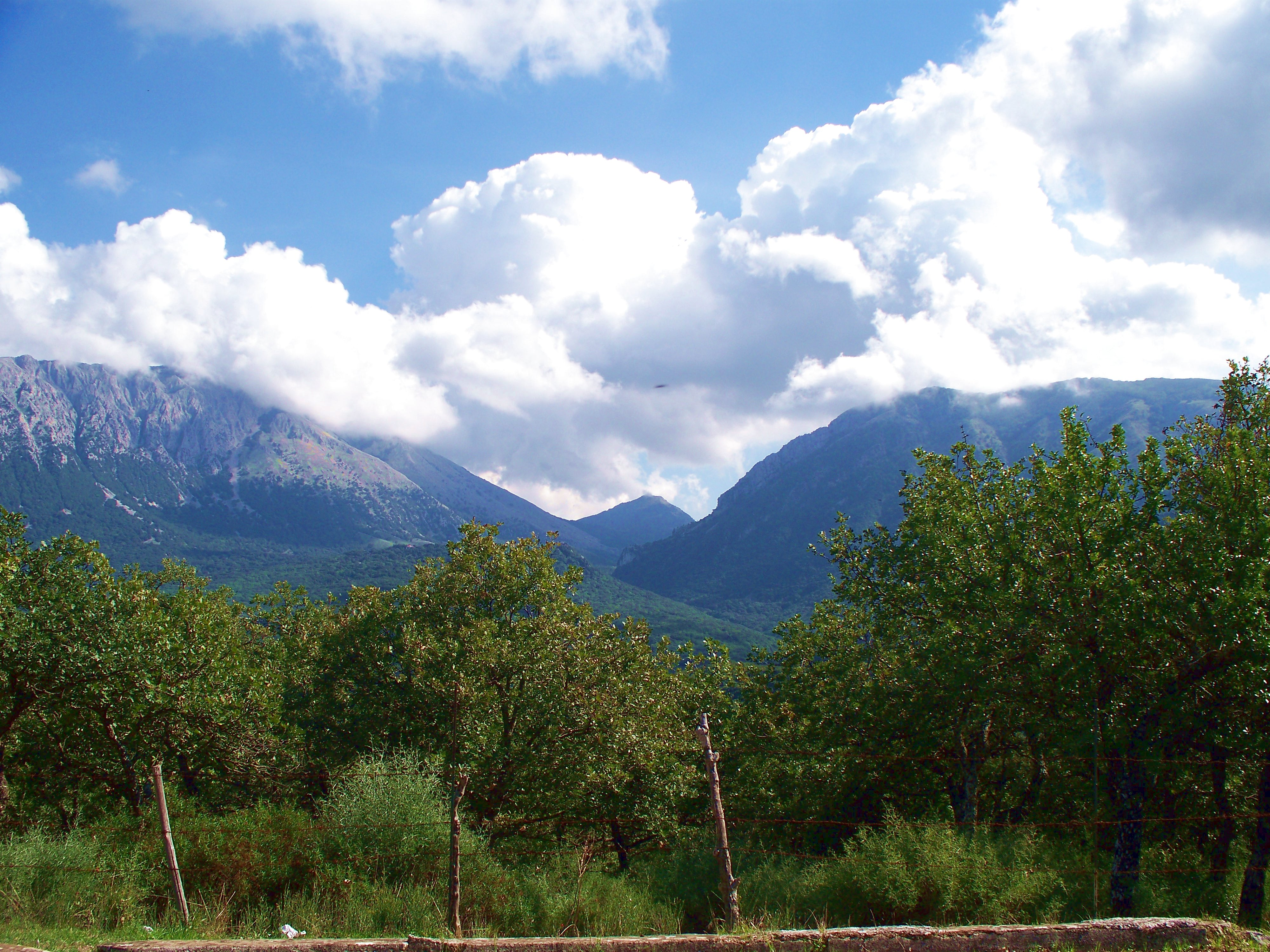
Parco delle Madonie: Pizzo Carbonara (a sinistra), Monte Mufara (al centro) e Monte dei Cervi (a destra)

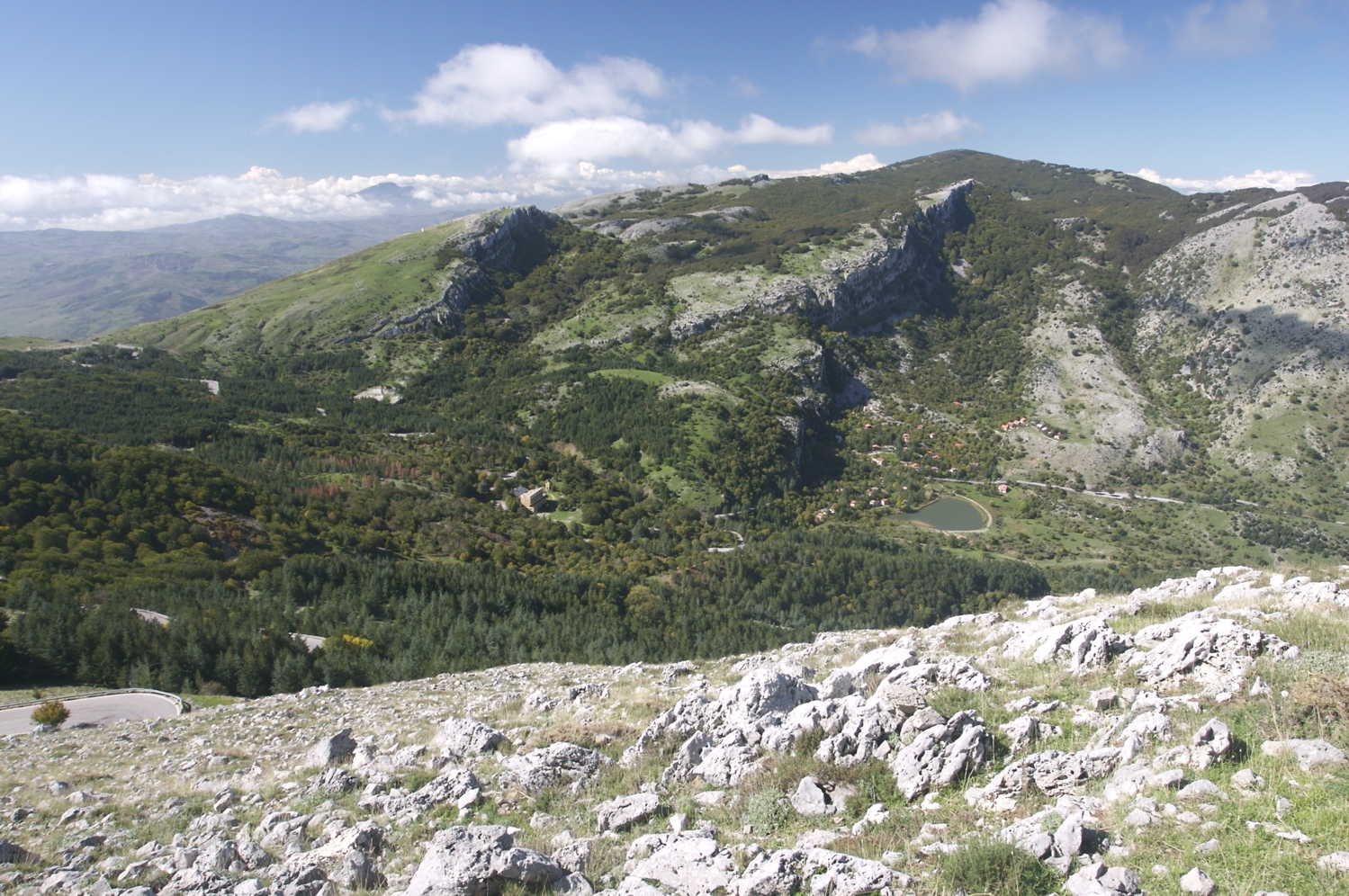
Panorama sul massiccio di Monte dei Cervi dalle pendici occidentali di Pizzo Carbonara

Pizzo Carbonara sorge a cavallo fra i Comuni di Petralia Sottana ed Isnello (città metropolitana di Palermo), nell'area protetta del Parco delle Madonie. Si presenta come una serie di creste nude e arrotondate separate da doline e valli dove si sviluppa la faggeta. Le rocce carbonatiche che costituiscono questo rilievo si sono formate in ambiente di scogliera nel Triassico ed è facile incontrare sull'altopiano i fossili di corallo, molluschi e spugne calcaree. L'altopiano, con doline e valli e creste arrotondate, è delimitato da pareti a strapiombo verso ovest e verso nord.
Peculiari del Carbonara sono le morfologie carsiche di superficie, tra cui si annoverano alcune doline a imbuto ove la neve si accumula in inverno e resiste per tutta l'estate a causa delle particolari condizioni microclimatiche (ad esempio il Nevaio della Principessa). In questo habitat è presente una farfalla endemica: la Parnassius apollo ssp. siciliae.
Nelle giornate senza foschia, lo spettacolo che si può ammirare dalla vetta è straordinario: verso nord si distinguono spesso le Isole Eolie, ad est si vede la Catena dei Nebrodi, i Monti Erei e a volte anche il vulcano Etna (3.357 m). Verso sud si distingue la vetta del Monte Cammarata (1.578 m), sui Monti Sicani. Ad ovest è possibile riconoscere la Rocca Busambra (1.613 m), il Monte San Calogero (1.326 m) e la costa settentrionale fino ai Monti di Palermo.

### Clima
Il clima è di tipo appenninico, diverso dal clima mediterraneo siciliano. D'estate la temperatura fatica a superare i 20 C°, mentre la notte scende facilmente verso i 5 C°. D'inverno raramente si va sopra gli 0 C°, con temperature minime che oscillano intorno ai -10 C°.
Molto forte era il riscontro etno-antropologico in questi luoghi, infatti a questo massiccio era particolarmente legata la conservazione, trasporto e vendita della neve nei periodi estivi (neviere e nevaioli), senza dimenticare la cultura della pastorizia la cui testimonianza è ancora visibile dai resti dei marcati in pietrame ancora presenti in molte parti della zona.

## Geologia
È geomorfologicamente, tra gli areali del Parco delle Madonie, quello in cui sono contenute le vette più alte della Sicilia (Etna esclusa). Si ritrovano contenuti fossiliferi degli affioramenti rocciosi in cui spiccano spugne, coralli o altri organismi biocostruttori, il paesaggio carsico che si scorge alle quote più alte, la particolare flora unita alla splendida faggeta, gli spettacolari punti panoramici.